# Cladopsammia rolandi
Cladopsammia rolandi är en korallart som beskrevs av Lacaze-Duthiers 1897. Cladopsammia rolandi ingår i släktet Cladopsammia och familjen Dendrophylliidae. Inga underarter finns listade i Catalogue of Life.